# Caja Rural/Saison 2010
Dieser Artikel listet Erfolge und Mannschaft des Radsportteams Caja Rural in der Saison 2010 auf.

## Saison 2010

### Erfolge in der UCI Europe Tour
Bei den Rennen der UCI Europe Tour im Jahr 2010 gelangen dem Team nachstehende Erfolge.
| Datum         | Rennen                             | Kat. | Fahrer          |
| ------------- | ---------------------------------- | ---- | --------------- |
| 3. August     | 1. Etappe Vuelta Ciclista a León   | 2.2  | Arturo Mora     |
| 5. August     | 1. Etappe Volta a Portugal         | 2.1  | Oleh Tschuschda |
| 10. August    | 5. Etappe Volta a Portugal         | 2.1  | José Herrada    |
| 2. Oktober    | 2. Etappe Cinturó de l’Empordà     | 2.2  | José Herrada    |
| 1.–3. Oktober | Gesamtwertung Cinturó de l’Empordà | 2.2  | José Herrada    |

### Mannschaft
| Name               | Geburtstag         | Nationalität | Team 2009                         |
| ------------------ | ------------------ | ------------ | --------------------------------- |
| Garikoitz Bravo    | 31. Juli 1989      | Spanien      | Neoprofi                          |
| David de la Cruz   | 6. Mai 1989        | Spanien      | Neoprofi                          |
| Higinio Fernández  | 6. Oktober 1988    | Spanien      | Neoprofi                          |
| Fabricio Ferrari   | 3. Juni 1985       | Uruguay      | Neoprofi                          |
| Rubén García       | 2. Dezember 1987   | Spanien      | Neoprofi                          |
| Egoitz García      | 31. März 1986      | Spanien      | Andorra-Grandvalira               |
| José Herrada       | 1. Oktober 1985    | Spanien      | Contentpolis-AMPO                 |
| Michał Kwiatkowski | 2. Juni 1990       | Polen        | Neoprofi                          |
| Guillermo Lana     | 1. August 1984     | Spanien      | Neoprofi                          |
| Rubén Martínez     | 19. Februar 1985   | Spanien      | Neoprofi                          |
| Arturo Mora        | 24. März 1987      | Spanien      | Neoprofi                          |
| Aketza Peña        | 4. März 1981       | Spanien      | Cartaxo-Capital do Vinho          |
| Rubén Reig         | 29. September 1986 | Spanien      | Contentpolis-AMPO                 |
| Vítor Rodrigues    | 9. März 1986       | Portugal     | Liberty Seguros                   |
| Joaquín Sobrino    | 29. Juni 1982      | Spanien      | Burgos Monumental-Castilla y León |
| Oleh Tschuschda    | 8. Mai 1985        | Ukraine      | Contentpolis-AMPO                 |
| Stagiaires         | Stagiaires         | Nationalität | Nationalität                      |
| Víctor de la Parte | Víctor de la Parte | Spanien      |                                   |
| Alexander Rjabkin  | Alexander Rjabkin  | Russland     |                                   |